# Pflerscher Tribulaun
Le Pflerscher Tribulaun est une montagne qui s’élève à 3 097 m d’altitude dans les Alpes de Stubai, sur la frontière entre l'Autriche et l'Italie.